# Antoni Julian Nowowiejski
Antoni Julian Nowowiejski (Lubienia, 11 febbraio 1858 – Działdowo, 28 maggio 1941) è stato un arcivescovo cattolico polacco, vescovo di Płock (1908–1941), arcivescovo titolare di Silio, segretario della Conferenza episcopale polacca (1918–1919), cittadino onorario di Płock e storico. Morì nel campo di concentramento di Soldau presso Działdowo e fu beatificato da papa Giovanni Paolo II nel 1999.

## Biografia
Monsignor Antoni Julian Nowowiejski nacque a Lubienia, nel Voivodato della Santacroce, l'11 febbraio 1858.

### Formazione e ministero sacerdotale
Si diplomò al liceo di Płock e poi entrò nel seminario di quella città. Proseguì gli studi all'Accademia cattolica romana imperiale di San Pietroburgo.
Il 10 luglio 1881 fu ordinato presbitero per la diocesi di Płock dal vescovo ausiliare Aleksander Gintowt-Dziewałtowski. Fu professore e rettore del seminario di Płock, canonico della cattedrale e vicario generale della diocesi di Płock.

### Ministero episcopale
Il 12 giugno 1908 papa Pio X lo nominò vescovo di Płock. Ricevette l'ordinazione episcopale il 6 dicembre successivo a San Pietroburgo dall'arcivescovo metropolita di Mahilëŭ Apolinary Wnukowski, coconsacranti il vescovo di Włocławek Stanisław Kazimierz Zdzitowiecki e quello di Luc'k, Žytomyr e Kam"janec'-Podil's'kyj Karol Antoni Niedziałkowski. Prese possesso della diocesi il 10 gennaio successivo con una cerimonia nella cattedrale diocesana.
Alla guida della diocesi intraprese un'importante riforma amministrativa, dedicando particolare attenzione all'educazione cattolica (fra le sue iniziative istituì il seminario minore). Durante la Prima guerra mondiale si impegnò nelle organizzazioni caritative. Presiedette due sinodi diocesani nel 1927 e nel 1938 e fondò una sezione locale dell'Azione Cattolica.
Dal 1918 al 1919 fu il primo segretario generale della Conferenza episcopale della Polonia.
Il 25 novembre 1930 papa Pio XI lo elevò alla dignità arciepiscopale assegnandogli anche la sede titolare di Silio.
Il 1º settembre 1939, l'invasione tedesca della Polonia segnò l'inizio della Seconda guerra mondiale. Uno degli obiettivi dei nazisti era l'eliminazione della classe dirigente polacca. Nel 1940 il vescovo Nowowiejski e il vescovo ausiliare Leon Wetmański furono arrestati. Venne incarcerato a Sluck, quindi a Płock, nel seminterrato di quello che oggi è il municipio, e nel campo di concentramento di Soldau a Działdowo. Nonostante l'età avanzata fu sottoposto a molte sofferenze ma riuscì ad assistere spiritualmente i malati, i sofferenti e i moribondi. Sfinito dalle dure condizioni di detenzione, morì il 28 maggio 1941, tre mesi dopo l'arrivo nel campo, all'età di 83 anni. Il suo corpo fu spogliato, portato via con un carro e sepolto in luogo ad oggi sconosciuto.
L'Università di Varsavia gli conferì un dottorato honoris causa.
Gli è intitolato il complesso di scuole e servizi per l'imprenditoria di Płock..

## Beatificazione
È tra i 108 martiri proclamati beati da papa Giovanni Paolo II il 13 giugno 1999 a Varsavia.
Per decisione del vescovo di Płock Piotr Libera, il 2008 fu celebrato come l'anno del beato Antoni Julian Nowowiejski.

## Opere
Antoni Julian Nowowiejski fu autore di molte opere storiche specialmente al riguardo della storia di Płock e della liturgia cattolica. Il suo Ceremoniał parafialny ("Cerimoniale parrocchiale") divenne un testo di riferimento per i parroci polacchi, ed ebbe numerose edizioni prima della guerra. L'Università di Varsavia gli concesse la laurea honoris causa.
Opere principali:
- Wykład liturgii Kościoła katolickiego ("Esposizione della liturgia della Chiesa cattolica")
- Ceremoniał parafialny ("Cerimoniale parrocchiale")

## Genealogia episcopale e successione apostolica
La genealogia episcopale è:
- Cardinale Scipione Rebiba
- Cardinale Giulio Antonio Santori
- Cardinale Girolamo Bernerio, O.P.
- Vescovo Claudio Rangoni
- Arcivescovo Wawrzyniec Gembicki
- Arcivescovo Jan Wężyk
- Vescovo Piotr Gembicki
- Vescovo Jan Gembicki
- Vescovo Bonawentura Madaliński
- Vescovo Jan Małachowski
- Arcivescovo Stanisław Szembek
- Vescovo Felicjan Konstanty Szaniawski
- Vescovo Andrzej Stanisław Załuski
- Arcivescovo Adam Ignacy Komorowski
- Arcivescovo Władysław Aleksander Łubieński
- Vescovo Andrzej Mikołaj Stanisław Kostka Młodziejowski
- Arcivescovo Kasper Kazimierz Cieciszowski
- Vescovo Franciszek Borgiasz Mackiewicz
- Vescovo Michał Piwnicki
- Arcivescovo Ignacy Ludwik Pawłowski
- Arcivescovo Kazimierz Roch Dmochowski
- Arcivescovo Wacław Żyliński
- Vescovo Aleksander Kazimierz Bereśniewicz
- Arcivescovo Szymon Marcin Kozłowski
- Vescovo Mečislovas Leonardas Paliulionis
- Arcivescovo Bolesław Hieronim Kłopotowski
- Arcivescovo Jerzy Józef Elizeusz Szembek
- Arcivescovo Apolinary Wnukowski
- Vescovo Antoni Julian Nowowiejski

La successione apostolica è:
- Vescovo Adolf Piotr Szelążek (1918)
- Vescovo Stanisław Wojciech Okoniewski (1926)
- Vescovo Leon Wetmański (1928)